# José Augusto Brandão
José Augusto Brandão (Tabuaté, 1911. április 21. – 1989. július 20.) brazil labdarúgó-fedezet.

## Pályafutása

### Klubcsapatokban
Brandão 1931-ben, huszonegy évesen a Juventudénél kezdte a pályafutását. Itt csak rövid ideig maradt, majd 1932 és 1934 között a Portuguesánál szerepelt. 1934-ben a Corinthianshoz igazolt. A klubnál eltöltött tizenegy év alatt 298 meccset játszott és 11 gólt szerzett.

### A válogatottban
Első hivatalos nemzetközi mérkőzését 1936. december 27-én játszotta a Copa Américán Peru ellen.
A következő versenye az 1938-as világbajnokság volt. 1938. június 14-én a Csehszlovákia elleni megismételt találkozón kapott szerepet. Június 19-én a bronzéremért folytatott küzdelemben Svédország ellen csapatkapitányként lépett a pályára, és a 3. helyre vezette a brazil válogatottat.
A későbbiekben az 1939–40-es Copa Rocán és az 1942-es Copa Américán is játszott. Az utóbbi verseny mind az öt találkozóján csapatkapitányként játszhatott.

## Fordítás
- Ez a szócikk részben vagy egészben  a   José Augusto Brandão című német Wikipédia-szócikk ezen változatának fordításán alapul.  Az eredeti cikk szerkesztőit annak laptörténete sorolja fel. Ez a jelzés csupán a megfogalmazás eredetét és a szerzői jogokat jelzi, nem szolgál a cikkben szereplő információk forrásmegjelöléseként.